# Åkertjärnen (Multrå socken, Ångermanland)
Åkertjärnen är en sjö i Sollefteå kommun i Ångermanland och ingår i Ångermanälvens huvudavrinningsområde.